# 3B junior

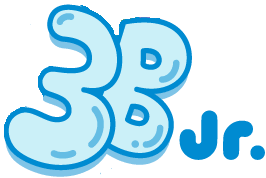

3B junior(쓰리비 주니어)는 소속 사무소 스타더스트 프로모션 SECTION3 IDOL 부문에 속하는 여성 탤런트 14명으로 구성된 일본의 여성 아이돌 그룹이다. 모모이로 클로버 Z 등의 그룹과 함께 STARDUST PLANET(통칭 스타프라)를 구성한다. 2018년 11월 3일을 시점으로 활동을 휴지하였다.

## 멤버
※ 2018년 2월 5일 시점.
- 아이라
- 이치카와 유즈키
- 우란
- 오오히라 히카루
- 오쿠자와 레이나
- 오다가키 히나
- 쿠리모토 유즈키
- 코지마 하나
- 사이토 카린
- 스즈키 모에카
- 나카무라 유우
- 나가야마 마아리 - 최연소
- 나카하라 사쿠야
- 하즈키 토모코 - 최연장자

소속 유닛
- 오쿠사와무라

아이라, 오쿠자와 레이나, 나카무라 유우, 나가야마 마아리
- 마제스틱 세븐

이치카와 유즈키, 우란, 오오히라 히카루, 오다가키 히나, 코지마 하나, 사이토 카린, 스즈키 모에카
- 리프 시트론

쿠리모토 유즈키, 하즈키 토모코
- 사쿠짱 토지이시

나카하라 사쿠야
2016년 12월 18일 3B junior의 활동부터 무기한으로 떠나게 된 록카 자포니카의 우치야마 아미, 나이토 루나, 시이나 루카, 타카이 치호, 히라세 미사토에 대해서는「록카 자포니카」, 2018년 2월 4일 무기한으로 떠나게 된 하치미츠 로켓의 아마미야 카논, 키미노 마이카, 츠카모토 소라, 하나야마 시호, 하리마 레이나, 미후유, 모리 아오바에 대해서는「하치미츠 로켓」를 참조.
2018년 11월 3일 소속 멤버 중 아이라, 이치카와 유즈키, 오오히라 히카루, 코지마 하나, 스즈키 모에카가 신그룹「아메후라시」를 결성.

## 작품

### 싱글
| 순서 | 타이틀                                            | 의미                                     | 발매일          | 비고                                 |
| ---- | ------------------------------------------------- | ---------------------------------------- | --------------- | ------------------------------------ |
| 1    | Fragile Stars / 勇気のシルエット                  | 프라그릴 스타즈 / 용기의 실루엣          | 2015년 8월 14일 | 양 A면 싱글 손수 한정                |
| 2    | STARDUST FANTASIA / ひとつよろしくどうぞ          | 스타더스트 환타지아 / 혼자 따라 부탁해요 | 2016년 4월 16일 | 양 A면 싱글 손수 한정                |
| 3    | まけずぎらい / バトルロイヤル / Sneaker's Delight | 마지못해 / 배틀 로얄 / 스니커즈 딜라이트 | 2018년 10월 6일 | 트리플 A 사이드 (A면) 싱글 손수 한정 |

### 앨범
| 순서 | 타이틀                                                            | 의미                                                           | 발매일          | 최고순위 | 비고                       |
| ---- | ----------------------------------------------------------------- | -------------------------------------------------------------- | --------------- | -------- | -------------------------- |
| 1    | 3B junior ファースト・アルバム 2016                               | 3B 주니어 퍼스트 앨범 2016                                     | 2016년 9월 7일  | 12       | 초회한정반 CD+BD 통상반 CD |
| 2    | 3B junior 春の全力レビュー2017 遥かなるアポロンの彼方へ           | 3B 주니어 봄의 전력 리뷰 2017 먼 아폴론의 저편으로             | 2017년 8월 30일 | -        | Blu-ray                    |
| 3    | 3B junior 春の全力レビュー2017 遥かなるアポロンの彼方へSOUNDTRACK | 3B 주니어 봄의 전력 리뷰 2017 먼 아폴론의 저편으로 사운드 트랙 | 2017년 8월 30일 | -        | 초회한정반 CD+BD 통상반 CD |

## 전 3B junior
예전에는 예능 3부의 고교생 이하 여성 연기자 전원이 속하는 연기 레슨의 일환으로 노래와 춤 발표 활동을 하기 위한 부서였다(이하, 전 3B junior). 그래서 하나의 그룹(모모이로 클로버 Z 등)에 속한 경우에도 고교생 이하면 전 3B junior의 멤버인 고교 졸업과 동시에 전 3B junior에서 벗어나게 되고 있었다. 2014년부터는 여배우가 아닌 아이돌 육성에 특화된 부문으로서 독립 · 개편됐다. 이로써 어느 그룹에도 속하지 않는 탤런트만으로 구성되며 아이돌 육성 집단으로서의 위치 설정이 됐다.

### 멤버
※ 일부 현재도 3B junior 멤버로 활동하는 자를 포함
- 모모이로 클로버 Z

모모타 카나코, 타카기 레니, 아리야스 모모카, 하야미 아카리, 타마이 시오리, 사사키 아야카
- 시리츠에비스추가쿠

미즈키, 마야마 리카, 안노 나츠, 야스모토 아야카, 히로타 아이카, 호시나 미레이, 스즈키 히로노, 마츠노 리나, 카시와기 히나타
- 팀 샤치호코 (현 TEAM SHACHI)

아키모토 호노카, 사쿠라 나오, 오구로 유즈키, 안도 유즈, 사카모토 하루나, 이토 치유리
- 다코야키 레인보우

키요이 사키, 호리 쿠루미, 네기시 카렌, 하루나 마이, 나라사키 토와, 아야키 사쿠라
- momonaki

모모코(카와카미 모모코), 타니가와 아이나, 야노 히나키
- 크리미 파르페 (creamy parfait)

이쿠라 마나미, 후지시로 스미레, 카스가 나호
- KAGAJO☆4S

오쿠자와 레이나, 오다기리 시오리, 후지모토 아미, 우치야마 아미
- 미니치어☆베어즈

사이토 카린, 나이토 루나, 쿠니미츠 마오, 메이나, 시이나 루카, 츠카모토 소라, 타카이 치호, 오다가키 히나, 코세 유카리, 히라세 미사토, 다카미 마아리, 이시구로 시온, 아이라

### 작품

#### 싱글
| 순서 | 타이틀             | 의미                 | 발매일         | 최고순위 |
| ---- | ------------------ | -------------------- | -------------- | -------- |
| 1    | 七色のスターダスト | 일곱 색의 스터더스트 | 2014년 1월 1일 | 2        |

#### 앨범
| 순서 | 타이틀                       | 의미                           | 발매일          | 최고순위 |
| ---- | ---------------------------- | ------------------------------ | --------------- | -------- |
| 1    | 3-B Jr.ぷちアルバム          | 3-B 주니어 푸치 앨범           | 2008년 8월 30일 | -        |
| 2    | スタダ 3Bjunior ラスト大全集 | 스타더 3B 주니어 베스트 대전집 | 2014년 1월 1일  | 4        |

#### DVD/Blu-ray
1. 3Bjunior LIVE FINAL 俺の藤井2014 (2014년 4월 23일)